# Список глав Черкасской областной государственной администрации
Черкасская областная государственная администрация (укр. Черкаська обласна державна адміністрація) — местная государственная администрация Черкасской области. Размещается в Доме Советов.

## Главы
| Фото | Имя                                                            | Годы жизни | Начало срока    | Конец срока     | Примечания                                    |
| ---- | -------------------------------------------------------------- | ---------- | --------------- | --------------- | --------------------------------------------- |
|      | Константин Филиппович Ястреб Костянтин Пилипович Яструб        | 1935—2022  | 20 марта 1992   | 26 января 1994  | представитель президента в Черкасской области |
|      | Василий Григорьевич Цыбенко Василь Григорович Цибенко          | род. 1950  | 26 января 1994  | 26 июня 1994    | представитель президента в Черкасской области |
|      | Василий Григорьевич Цыбенко Василь Григорович Цибенко          | род. 1950  | 7 июля 1995     | 11 июня 1998    |                                               |
|      | Анатолий Степанович Даниленко Анатолій Степанович Даниленко    | род. 1953  | 11 июня 1998    | 8 сентября 1999 |                                               |
|      | Владимир Лукич Лукьянец Володимир Лукич Лук'янець              | 1956—2014  | 8 сентября 1999 | 13 ноября 2002  |                                               |
|      | Вадим Алексеевич Лёшенко Володимир Лукич Лук'янець             | род. 1955  | 13 ноября 2002  | 21 января 2005  |                                               |
|      | Александр Владимирович Черевко Олександр Володимирович Черевко | род. 1959  | 4 февраля 2005  | 12 марта 2010   |                                               |
|      | Пётр Ильич Гаман Петро Ілліч Гаман                             | род. 1962  | 12 марта 2010   | 6 апреля 2010   |                                               |
|      | Сергей Борисович Тулуб Сергій Борисович Тулуб                  | род. 1953  | 6 апреля 2010   | 7 марта 2014    |                                               |
|      | Юрий Олегович Ткаченко Юрій Олегович Ткаченко                  | род. 1972  | 15 марта 2014   | 20 ноября 2018  |                                               |
|      | Александр Иванович Вельбовец Олександр Іванович Вельбівець     | род. 1976  | 20 ноября 2018  | 24 июня 2019    |                                               |
|      | Тарас Николаевич Высоцкий Тарас Миколайович Висоцький          | род. 1986  | 24 июня 2019    | 30 июля 2019    | исполняющий обязанности                       |
|      | Игорь Юрьевич Шевченко Ігор Юрійович Шевченко                  | род. 1972  | 30 июля 2019    | 4 ноября 2019   |                                               |
|      | Роман Николаевич Боднар Роман Миколайович Боднар               | род. 1974  | 4 ноября 2019   | 28 августа 2020 |                                               |
|      | Сергей Иванович Сергийчук Сергій Іванович Сергійчук            | 1970—2024  | 28 августа 2020 | 29 декабря 2020 |                                               |
|      | Виктор Григорьевич Гусак Віктор Григорович Гусак               | род. 1978  | 29 декабря 2020 | 29 января 2021  | исполняющий обязанности                       |
|      | Александр Александрович Скичко Олександр Олександрович Скічко  | род. 1991  | 29 января 2021  | 1 марта 2022    |                                               |
|      | Игорь Иванович Табурец Ігор Іванович Табурець                  | род. 1973  | 1 марта 2022    | н. в.           |                                               |